# Івахненко Олександр Андрійович
Олекса́ндр Андрі́йович Івахне́нко (8 вересня 1931 року, Старопетрівка Бердянський округ УРСР — 8 грудня 2003, Київ, Україна) — радянський український художник, заслужений діяч мистецтв України, доцент кафедри живопису Українській академії мистецтв, член худради Міністерства зв'язку України. Був головним художнім консультантом по випуску ювілейних монет при Національному банку України, автором перших марок незалежної України.

## Біографія
Олександр народився 8 вересня 1931 року в селі Старопетрівка (нині Бердянського району Запорізькій області). Батьки Олександра — Андрій Івахненко та Олександра Головченко були вихідцями з багатодітних сімей, батрачили, після колективізації працювали в колгоспі. Мати Олександра гарно малювала, вишивала, співала. Її висока духовність дуже добре позначилася на розвитку дітей. Вже в п'ятирічному віці майбутній художник вільно читав і малював. До початку Німецько-радянської війни Олександр закінчив з похвальною грамотою два класи школи.
Під час війни Олександр з матір'ю, братом і сестрою два роки жили в окупованому селі. О. Івахненко самостійно за шкільними підручниками вивчав європейську літературу, всесвітню історію, астрономію. Протягом півтора років він працював на виноградниках. У восьмому класі Олександр Івахненко почав писати оповідання та повісті, які не збереглися. В 1944 році родина Івахненко переїхала у Бердянськ.
У десятому класі О. Івахненко почав активну підготовку до вступу до художнього інституту. Він малював з натури, в художньому музеї імені І. Бродського копіював фрагменти картин. У 1949 року він вступив у Львівський державний інститут художньо-декоративного та прикладного мистецтва на факультет кераміки. Близько року О. Івахненко навчався у професора скульптури Севери. Однак потяг до живопису переважив, і він, кинувши інститут, поступив в Дніпропетровське державне художнє училище на другий курс факультету живопису. Незабаром Олександра призвали на військову службу. До 1954 року він служив в військах зв'язку, а потім повернувся в училище.
Після закінчення училища Олександр Івахненко працював у Полтавському обласному Будинку народної творчості на посаді старшого методиста по образотворчому мистецтву. Там він відкрив трирічну художню студію історії мистецтва, анатомії малюнка та живопису і композиції, для якої сам склав програму. Випускники його студії М. Усик, В. Гарбуз і В. Шеремет отримали звання заслужених майстрів народної творчості; В. Батурін, В. Мозок і З. Хрістіч були удостоєні звання заслуженого художника України.
У 1960 році О. А. Івахненко поступив в Харківський художній інститут на факультет живопису, де його педагогами за фахом були О. Хмельницький та А. Константинопольський. Закінчив навчання в інституті в 1966 році.
У 1992 році Олександру Андрійовичеві Івахненко було присуджено звання заслуженого діяча мистецтв України. У 1993 році він став доцентом кафедри живопису Української академії мистецтв. Він викладав акварельний живопис на кафедрі живопису, був професором кафедри живопису і композиції, виконував обов'язки заступника завідувача кафедрою і секретаря державних екзаменаційних комісій.
Олександр Андрійович Івахненко був членом художньої ради Міністерства транспорту та зв'язку України, головним художнім консультантом по випуску ювілейних монет при Національному банку України, головою художнього журі художніх шкіл міста Києва.
Помер Олександр Івахненко 8 грудня 2003 року.

### Сім'я
Дружина — Людмила Олександрівна Івахненко-Пошиваник, художник книги, директор видавництва дитячої літератури «Грайлик». Син Андрій — магістр НАОМА, донька — студентка Національної музичної академії імені П. І. Чайковського.

## Творча діяльність

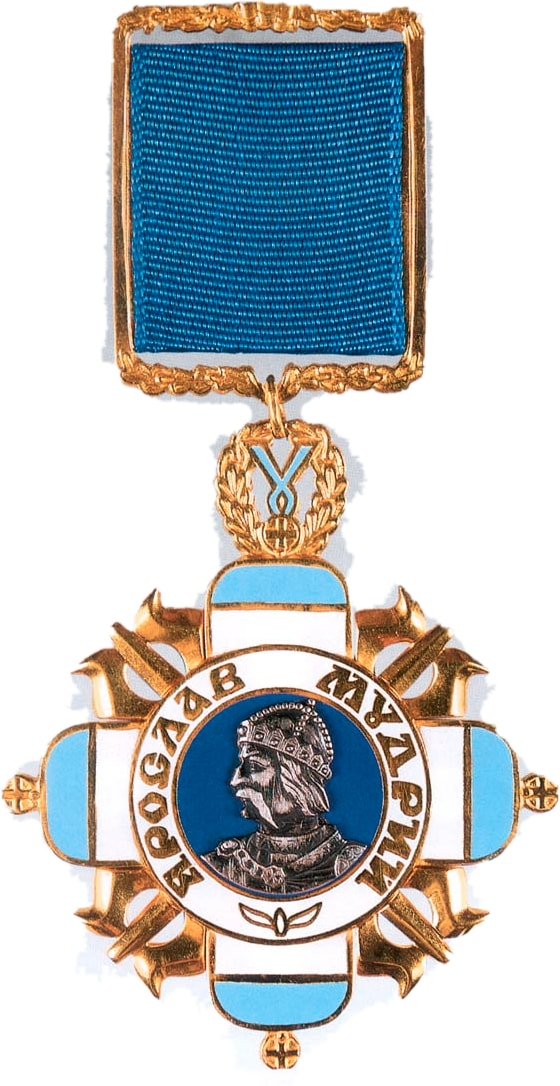
Орден князя Ярослава Мудрого 5-го ступеня

Проєкт великого герба України 1996 року

О. Івахненко працював у техніках станкового і монументального живопису, акварелі, рисунка пером і графіки: офорти, літографії, пастелі, гуаші, темпери, графічного дизайну і так далі. Він виконував пейзажні композиції, працював в оформленні книг, малював портрети Т. Шевченка, Лесі Українки, О. Пушкина.
Дипломну роботу О. Івахненко «Соколовци» (полотно, олія, 2 × 2 м), виконану в 1966 році, взяли до села Соколово Зміївського району Харківської області в музей Чехословацько-радянської дружби. Будучи студентом, він виконував книжкову графіку для харківського видавництва «Прапор», був членом художньої ради видавництва «Прапор». Після закінчення інституту працював в монументальному цеху художнього комбінату, де створив два панно у техніці керамічної мозаїки — «Решетилівські вишивальниці» і «Решетилівські ковроткачкі».
У 1967 році Олександра Андрійовича направили в Київ на Виставку передового досвіду народного господарства. Там він працював провідним художником, виконуючи різні проекти і панно. Через сім років О. Івахненко перейшов на викладацьку роботу в Київський державний художньо-промисловий технікум, де протягом дев'яти років викладав малюнок і живопис. У 1978 році він став членом Спілки художників. У тому ж році виконав багато акварелей до творів Т. Шевченка, О. Пушкіна, Лесі Українки, офортів. За оформлення збірки А. Міцкевіча «Кримські сонети», виданої на трьох мовах видавництвом «Таврія», в 1976 році був відзначений Республіканським дипломом I ступеня.
У травні 1991 року Олександр Андрійович брав участь в поході-реквіємі з нагоди 130-річчя з дня перепоховання Тараса Шевченка «Останнім шляхом Кобзаря». У цьому поході він зробив багато малюнків, які подарував Національному меморіальному музею Т. Шевченко у Каневі. Виставка цих картин відбулася в 1992 року у Республіканському будинку художників. У 1996 році у Будинку літераторів в Києві і в музеї Т. Шевченко в Каневі пройшли виставки картин, присвячені 135-й річниці з дня перепоховання Т. Шевченка та п'ятої річниці незалежності України.
Велика виставка творів Олександра Івахненко відбулася в 2001 року у Канівському національному меморіальному музеї Т. Р. Шевченко та в Національному музеї Тараса Шевченка у Києві під девізом: «Підперезалася Україна козацьким поясом Дніпра». Олександр Андрійович Івахненко брав участь у різних художніх виставках, у тому числі і за кордоном.
За рекомендацією Національної спілки художників України О. Івахненко брав участь в конкурсі по створенню ордена князя Ярослава Мудрого п'яти ступенів і став переможцем. Над розробкою ордена він працював у співавторстві з В. Швецовим, портрет Ярослава Мудрого Олександр Івахненко виконав з власної іконографії.
У 1997 році Олександр Івахненко працював в авторському колективі над проектом Великого державного герба України, який так і не був затверджений Верховною Радою.

### Створення марок і монет

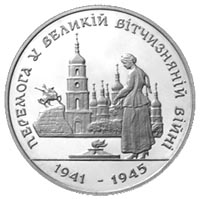
Ювілейна монета України «50-річчя Перемоги у Великій Вітчизняній війні 1941—1945 років» (реверс), 1995. Автори: ескізів — Олександр Івахненко, моделей — Олександр Хазов (аверс) і Вячеслав Харламов (реверс)

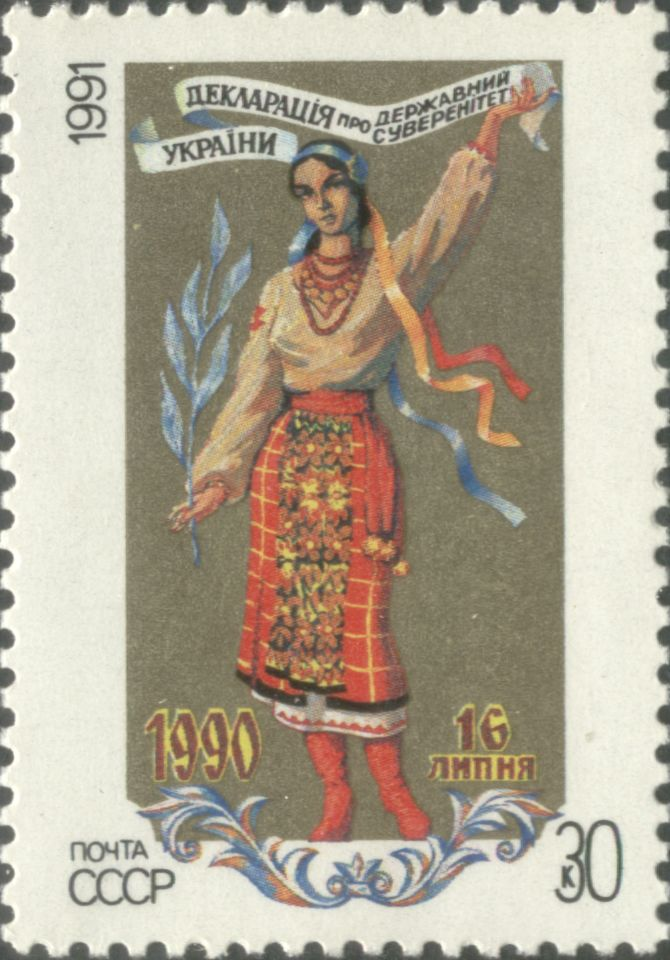
Поштова марка СРСР, присвячена річниці прийняття Декларації про державний суверенітет України, 1991

О. А. Івахненко є автором перших поштових марок України. 16 липня 1990 року Верховна Рада Української РСР прийняла Декларацію про державний суверенітет України. Олександр Івахненко отримав від Міністерства зв'язку УРСР замовлення на виготовлення поштової марки, присвяченої цій події. Він запропонував декілька ескізів, які обговорювалися в Міністерстві зв'язку УРСР і Верховній Раді республіки. На одному з перших варіантів дівчина, що символізує Україну, була одягнена в сорочку-туніку і босонога. Її запропонували «взути» в чоботи і замість червоної спідниці «надіти» плахту. У вінок була додана блакитна стрічка, через що синій фон марки змінили на золотистий. Напис на марці була: «Пошта УРСР», проте при підготовці малюнка до друку, її змінили на традиційну — «Пошта СРСР». Марка вийшла в обіг 10 липня 1991 року.
1 березня 1992 вийшли перші, після проголошення незалежності, марки України. Вони були присвячені 500-річчю українського козацтва та 100-річчю першого поселення українців у Канаді. Автором цих марок також став Олександр Івахненко. З дванадцяти тисяч поданих на конкурс марок з різних країн світу створена О. А. Івахненко марка «XXV Олімпійські ігри в Барселоні» увійшла до числа 12 найкращих робіт, присвячених Олімпійським іграм.
Для Національного банку України Олександр Андрійович виготовив ескізи ряду ювілейних монет України: «50 років Перемоги у Великій Вітчизняній війні 1941—1945 рр.» (перша монета, випущена НБУ 7 травня 1995), «Незалежність», «Золоті ворота», «Києво-Печерська лавра», серію «Герої козацької доби» та багато інших творів монетарного і медальєрного мистецтва.

Поштові марки та ювілейні монети України створені О. А. Івахненко
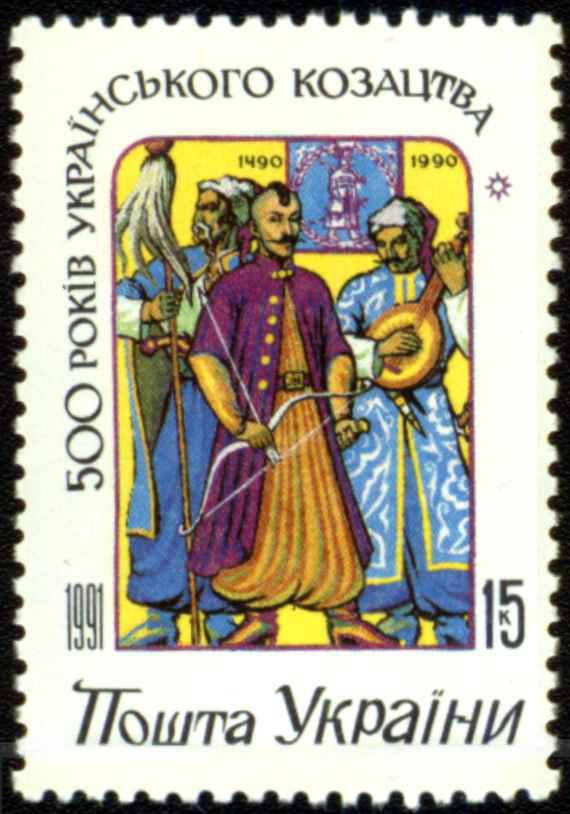
500-річчя українського козацтва
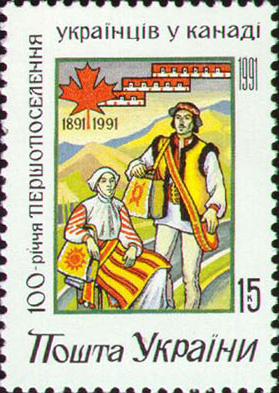
100-річчя першого поселення українців в Канаді
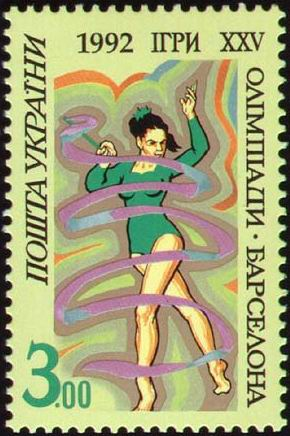
Ігри XXV Олімпіади в Барселоні. художня гімнастика зі стрічкою
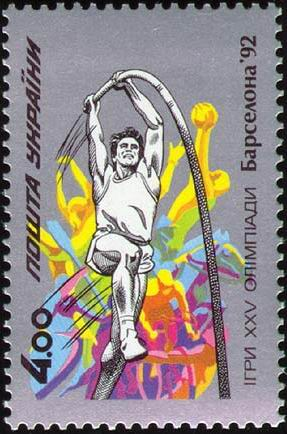
Ігри XXV Олімпіади в Барселоні. Стрибун із жердиною
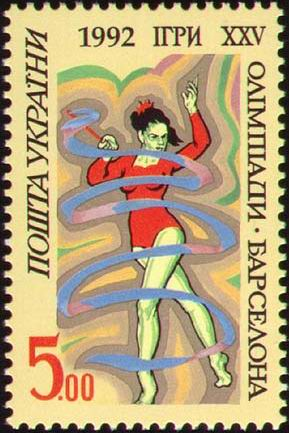
Ігри XXV Олімпіади в Барселоні. Гімнастка зі стрічкою
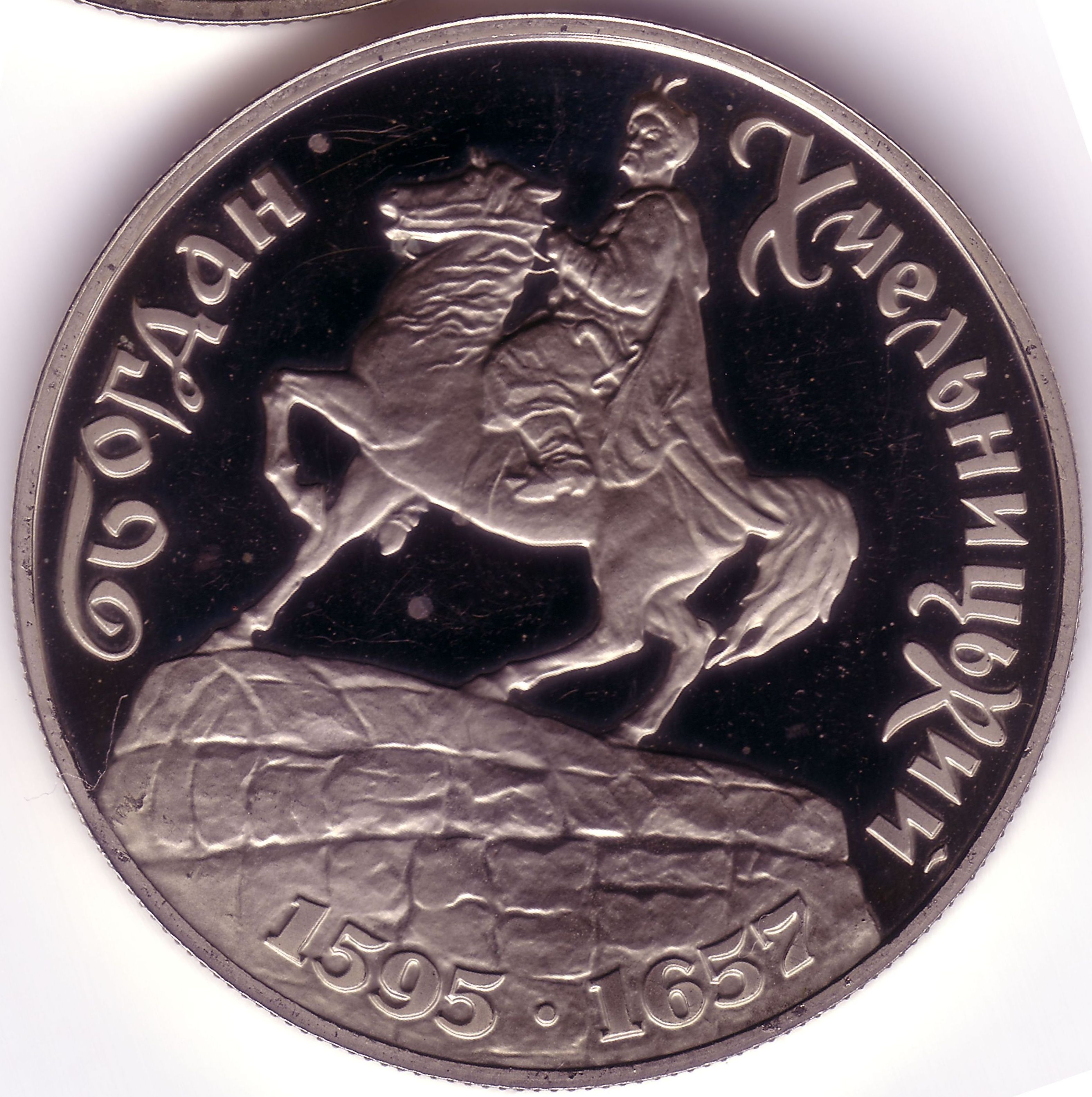
Ювілейна монета «Богдан Хмельницький» (1995)
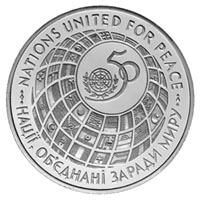
Ювілейна монета «50-річчя ООН» (1996)
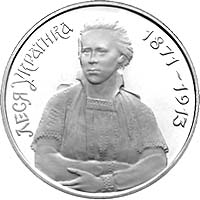
Ювілейна монета «125-річчя з дня народження Лесі Українки» (1996)
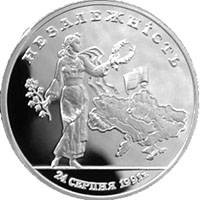
Ювілейна монета «Незалежність» (1996)
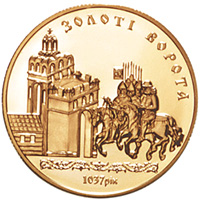
Золота монета «Золоті ворота» (2004)

## Інше
Деякі роботи Олександра Івахненко знаходяться у фондах приватної дизайнерською студії Галини Воскобійник у Стейт-Колледже і були представлені на виставках, організованих цим закладом.